# Kawasaki Vulcan 900 Classic
La Kawasaki Vulcan 900 Classic (modèle VN900B) est une moto de type cruiser (en) de taille moyenne fabriquée par Kawasaki, commercialisée pour la première fois en 2006. Cette moto reprend la formule d'un moteur plus petit (900 cm3) mais performant intégré dans un cadre de taille unique, une combinaison également utilisée par Honda, Suzuki et Yamaha dans leurs gammes respective de cruisers.
Depuis janvier 2017, ce modèle n'est plus commercialisé en France ainsi que dans les pays de l'UE.

## Aperçu
Le VN900B est un cruiser de style boulevard, d'apparence similaire au Harley-Davidson Softail Deluxe ou Fat Boy. Il est animé par un moteur V-twin de 903 cm3, avec une transmission à cinq vitesses. Dans l'ensemble, il mesure 2,46 m de longueur, a un empattement de 1,65 m et possède une hauteur de selle d'environ 681 mm.
L'autre équipement standard installé est un réservoir de 20 litres (le plus grand de sa catégorie), des repose-pieds, des freins à disque avant et arrière, une injection électronique et une courroie pour la transmission finale. Jusqu'en septembre 2008, la cylindrée du moteur de la gamme Vulcan 900 était la plus importante des cruisers de taille moyenne. Cela a changé avec l'introduction du Yamaha V-Star 950 (modèles standard et touring), qui utilise un moteur de 942 cm3 refroidi par air.

## Réception par la presse et avis des utilisateurs
Lors de son dévoilement, la presse a généralement considéré favorablement le VN 900 B. De nombreuses références ont été faites à sa présence physique, à son esthétique, et il possède des équipements normalement réservés aux machines de gros calibre. La qualité de conduite a également été évaluée positivement, tout comme sa capacité à accueillir des conducteurs plus petits en raison de la faible hauteur de selle. À l'inverse, sa faible garde au sol en raison de la présence de repose-pieds, son frein à disque arrière relativement faible et, dans certains articles, un siège de série inconfortable, lui sont reprochés. Dans une comparaison plus globale, le Suzuki C50 a été identifié comme le potentiel égal au VN 900 B, le Vulcan étant plus fort dans certains domaines mais plus faible dans d'autres.

## Variations

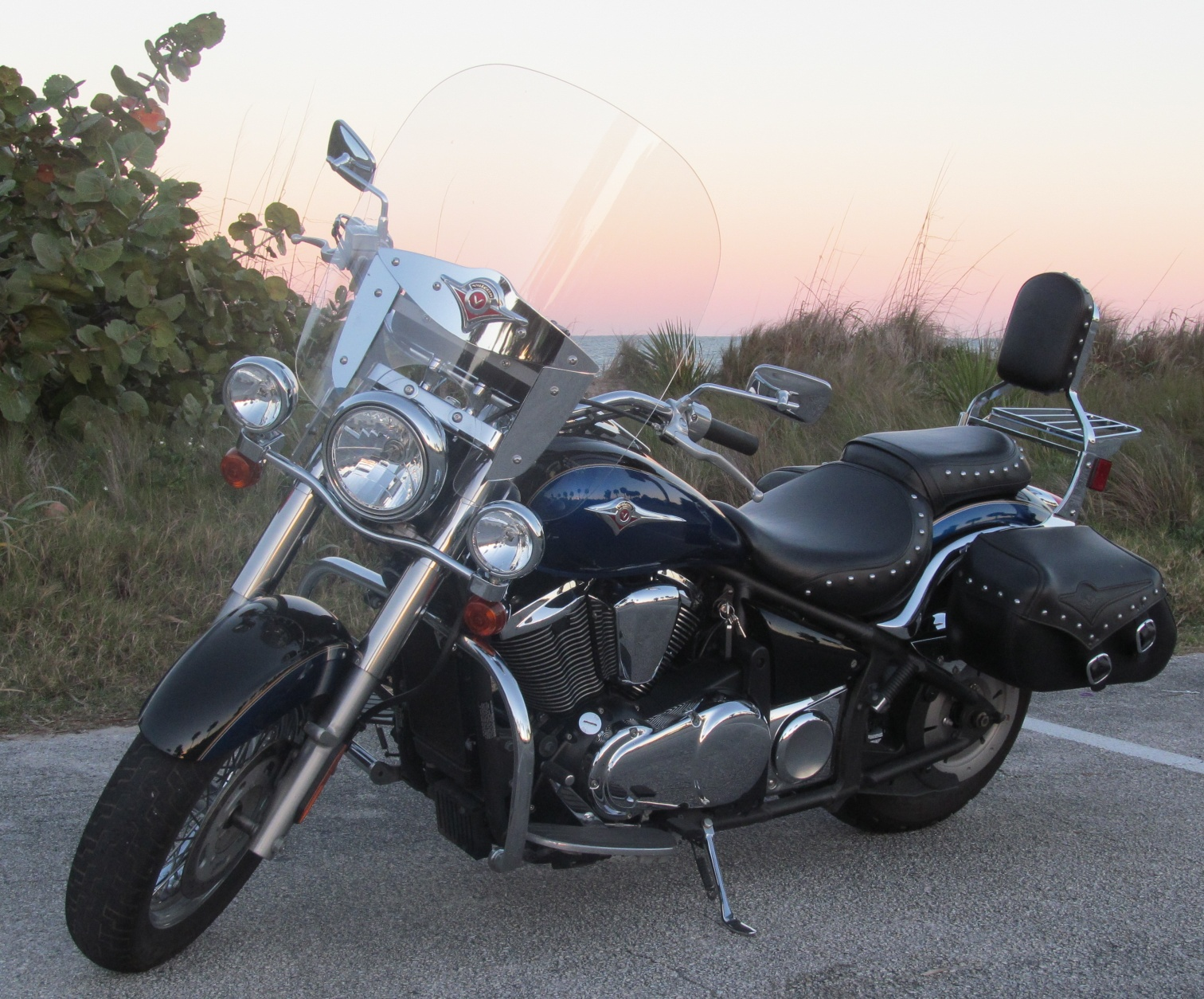
VN 900 D (LT classique) 2009.

Le VN 900 D est l'édition de type touring du VN 900 B de base. Les ajouts principaux apportés à ce nouveau modèle sont le pare-brise, les sacoches latérales et un dosseret passager installés en usine. De plus, un siège clouté remplace le siège standard.
Le VN 900 C Custom est également disponible, considéré comme la sœur au style le plus agressif du VN 900 B. Les principaux changements sont des roues en alliage moulé, un pneu avant 80/90 de 21 pouces de diamètre, plus grand et plus fin, des ailes redessinées, des commandes avancées, un phare plus petit et un guidon différent. Le siège monobloc plus mince, toujours capable de transporter un passager, mais pas aussi confortablement que le VN 900 B, est également différent.